# فرانكلين غوتيريز
فرانكلين غوتيريز (بالإسبانية: Franklin Gutiérrez) هو لاعب كرة قاعدة فنزويلي، ولد في 21 فبراير 1983 في كاراكاس في فنزويلا.

## وصلات خارجية
- فرانكلين غوتيريز على موقع دوري كرة القاعدة الرئيسي (الإنجليزية)
- فرانكلين غوتيريز على موقعبيزبول رفرنس.كوم (الدوري الرئيسي) (الإنجليزية)
- فرانكلين غوتيريز على موقعبيزبول رفرنس.كوم (الدوري الثانوي) (الإنجليزية)
- فرانكلين غوتيريز على موقع إي إس بي إن.كوم (أم.أل.بي) (الإنجليزية)
- فرانكلين غوتيريز على موقع مشجعي الرسوم البيانية (الإنجليزية)